# Протич, Стоян
Стоян М. Протич (серб. Стојан М. Протић; 28 января 1857, Крушевац, Княжество Сербия — 28 октября 1923, Валево, Королевство сербов, хорватов и словенцев) — югославский сербский государственный деятель, премьер-министр Королевства сербов, хорватов и словенцев (1918—1919 и 1920).

## Биография

### Начало карьеры
Его дед за свои патриотические убеждения был посажен турками на кол, отец, переехав из Варварина в Крушевац, стал фермером.
Изучал историю и философию в белградской Великой школе. До 1881 г. работал в качестве профессора в гимназии. Затем становится журналистом, возглавив редакцию местной официальной ежедневной газеты Народной радикальной партии. В 1884 г. он решил издавать политическую газету «Голос», но власти она была запрещена властями. После отмены осадного положения в октябре того же года он выпустил новую политическую газету «Оджек». Как редактор, он защищал идею изменения сербской конституции путем ее европеизации. В 1885 г. он был арестован за преступление в качестве ответственного редактора и провел десять месяцев в тюрьме в исправительном учреждении в Позареваце, пока не был освобожден по амнистии.

### Политический деятель
Включился в общественно-политическую жизнь в конце 1887 г., когда был избран в парламент от радикалов, одновременно был назначен министром внутренних дел. Однако через 100 дней правительство было отправлено в отставку. В качестве секретаря Конституционного комитета участвовал в разработке Конституции 1888 г., одной из самых либеральных конституций в Европе конца XIX века. После отречения короля Милана Обреновича (1889) в правительстве радикалов был вновь назначен на должность министра внутренних дел. В апреле 1891 г. в течение пяти дней был администратором города Белграда. Впоследствии, до падения радикального правительства в январе 1894 г., возглавлял налоговую администрацию. На выборах 1897 г. был избран депутатом от правительственного списка.
В июне 1899 г. он был вновь арестован как соучастник покушения на Милана Обреновича. В ходе судебного разбирательства было установлено, что он оскорблял короля Милана и клеветал на учреждения и отдельных лиц. В сентябре того же года он был приговорен к 20 годам тюремного заключения; был освобожден из тюрьмы по амнистии короля Александра Обреновича в 1900 г.
Более года он был управляющим Национальной библиотеки Сербии (1900-1901).

### Государственный деятель
В 1901 г. был вновь избран в парламент. После Майского переворота (1903) входит в правительство страны: в 1903—1905, 1906—1907, 1910—1911 и 1912—1914 гг. — министр внутренних дел, в 1909—1912 и 1917—1918 гг. — министр финансов. В 1918 г. одновременно исполнял обязанности министра иностранных дел.
В 1914 г. выступил в качестве автора ответа Сербии на ультиматум Австро-Венгрии в связи с убийством эрцгерцога Франца Фердинанда. Поддержал Корфскую декларацию (1917), выступил против Женевской декларации (1918) и призывал к пересмотру Видовданской конституции.
После создания Королевства сербов, хорватов и словенцев с 1918 по 1919 г. занимал пост премьер-министра. Его кабинет был коалиционным, состоящим из представителей наиболее важных партий. Его правление было отмечено тяжелой социально-экономической ситуацией и политической борьбой за государственное регулирование. Протич считается мозгом радикальной партии в вопросах государственного регулирования и государственного управления. Он защищал идею децентрализации и повсеместного самоуправления, осознав все недостатки централистской администрации, в стране, потрясенной межэтническими конфликтами.
Второй раз на посту премьер-министра находился с февраля по май 1920 г. Этот период был отмечен жесткими конфликтами между правительством и оппозицией. Демократы и социал-демократы стремились провести выборы в конституционное собрание, а радикалы выступали за перенос выборов. Бойкот демократов и социал-демократов сделал невозможным для правительства кворум во Временном народном представительстве, поскольку радикальное правительство исключило уступки хорватским и словенским политикам в вопросах автономии. После внесения премьер-министром проекта конституции, который предусматривал образование самоуправляющихся районов, главным образом в исторических границах, он вступил в конфликт с Пашичем и потерял поддержку регента. С обострением конфликта с Пашичем он вышел из партии и в 1921 г. основал Независимую радикальную партию. Бойкотировал работу Учредительного собрания, его федералистские воззрения поддержали только самые близкие соратники, которые за это были исключены из Радикальной партии. Сам политик не был избран депутатом в округе Крушевац, где он избирался подавляющим большинством в течение десятилетий. После этого он ушел из политической жизни.
Его книги, переведенные на английский, немецкий, русский и французский языки, были опубликованы под псевдонимом «Балканикус».

## Избранные публикации
- «О Македонии и македонцах» (1880)
- «Тайная конвенция между Сербией и Австро-Венгрией» (1909)
- «Выдержки из конституционной и национальной борьбы в Сербии», вып. I—II, № Д. Обрадович, Белград, 1911—1912
- «Албанская проблема и отношения между Сербией и Австро-Венгрией» (1913)
- «Сербы и болгары в Балканской войне» (1913)